# Pappo
Cet article possède un paronyme, voir Papo.
Pappo, de son vrai nom Norberto Aníbal Napolitano, né à La Paternal le 10 mars 1950 et décédé à Luján le 25 février 2005, est un musicien, guitariste, chanteur, et compositeur argentin. Comme pour  Manal (trio de blues et rock argentin), Pappo est l'un des précurseurs du rock argentin, et l'un des premiers à avoir amené le heavy metal dans son pays.
Durant sa carrière, il était membre ou fondateur de groupes comme Riff et Pappo's Blues.

## Discographie
- 1989 : Pappo y Widowmaker
- 1990 : El Riff (réédition de Patrulha 85)
- 1992 : Blues Local
- 2000 : Pappo y amigos
- 2003 : Buscando un amor